# Akamalik
El Akamalik es un buque pesquero propiedad de la armadora Royal Greenland. Es el arrastrero más grande de Groenlandia y tiene su puerto base en Sisimiut, gran parte de sus capturas consisten en la pesca del camarón.

## Datos sobre el barco
- Propietario: Royal Greenland A/S.

- Gerente: Royal Greenland A/S.

- Tipo: 510 - Arrastrero por popa.

- Año de construcción: 2001.

- Eslora: 75,80 metros.